# Arthur Fiedler

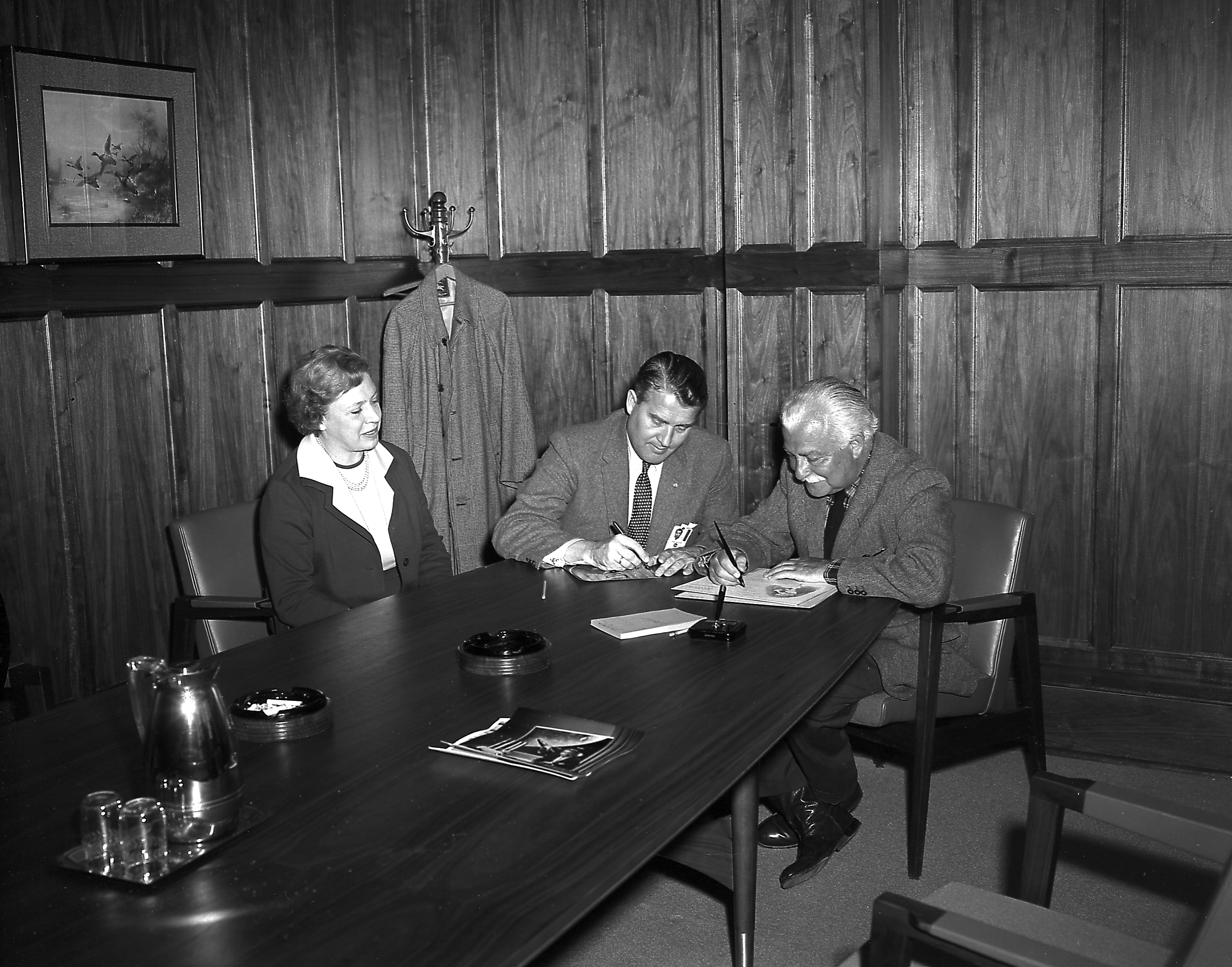
Arthur Fiedler (rechts) und seine Frau mit Wernher von Braun in dessen Büro im Marshall Space Flight Center (1962)

Arthur Fiedler (* 17. Dezember 1894 in Boston/Massachusetts; † 10. Juli 1979 in Brookline/Massachusetts) war ein US-amerikanischer Dirigent und Violinist.
Fiedler war Sohn eines aus Österreich stammenden Violinisten, der im Boston Symphony Orchestra spielte. Ab 1909 studierte er in Berlin bei Willy Heß Violine. 1915 wurde er selbst Violinist beim Boston Symphony Orchestra.
1924 gründete er die Boston Sinfonietta, ein Kammerorchester aus Mitgliedern des Sinfonieorchesters. Ab 1930 leitete er fast fünfzig Jahre lang das Boston Pops Orchestra. Daneben dirigierte er auch regelmäßig das San Francisco Pops Orchestra.
Fiedler nahm mit dem Boston Pops Orchestra zahlreiche, sehr erfolgreiche Schallplatten auf, zumeist leichte Klassik und traditionelle US-amerikanische Volksmusik, aber auch sinfonische Arrangements beliebter Musicals oder Filmmusiken. Meist handelte es sich dabei um Zusammenstellungen. Zu den seltenen Fällen einer Gesamtaufnahme gehörte die Einspielung von Ernest Golds Filmmusik zu Stanley Kramers Literaturverfilmung Das Narrenschiff (1965).
Mit den Boston Pops nahm Fiedler auch Titel der Beatles sowie von Elvis Presley auf. Auf der CD The Arthur Fiedler Valentine sind Titel wie Michelle, And I Love Her, I Want to Hold Your Hand von den Beatles und Love Me Tender von Elvis Presley symphonisch arrangiert zu hören, ebenso wie In the Mood und Moonlight Serenade.
1977 erhielt Fiedler die Freiheitsmedaille, die höchste zivile Auszeichnung in den USA.